# خاویر رودریگس مورنو
خاویر رودریگس مورنو (اسپانیایی: Javier Rodríguez Moreno‎؛ زادهٔ ۲۲ ژوئیهٔ ۲۰۰۲) بازیکن هندبال اهل اسپانیا است.